# Charles Casimir Manry
Charles Casimir Manry (París, 1823 - 1866) fou un compositor parisenc.
Vivia de la carrera d'advocat, però en no necessitar viure de la professió, resolgué dedicar-se exclusivament a la música, i estudià harmonia i contrapunt amb Elwart. La seva primera obra fou una missa a tres veus, amb acompanyament d'orgue, executada el 1844.
Posteriorment va compondre altres obres de caràcter religiós, tals com; Misses, un Te Deum, diversos O Salutaris, l'oratori Les Nachtez, el misteri a tres veus, cor i orquestra, titulat Les Disciples d'Emmaüs, etc., i diverses altres composicions de caracater profà, entre elles una Serenade per a orquestra. La Sorcière des eaux, obertura; Les deux Espagnols, òpera bufa estrenada a París el 1854; La bourse on la vie, òpera còmica estrenada igualment a París; la llegenda va-laca La première Pierre de l'église d'Argis, etc.